# Niccolò Jommelli
Niccolò Jommelli (Aversa, prop de Nàpols, 10 de setembre de 1714 - Nàpols, 25 d'agost de 1774) fou un compositor italià, membre de l'escola napolitana, un dels que va tenir més renom dels molts compositors d'òpera de la seva època, principalment en el camp de l'opera seria. Va escriure nombroses obres religioses. Va ser a Alemanya uns quinze anys, i en tornar, havent germanitzat el seu estil (és a dir, havent introduït harmonia, modulació i orquestració més subtil), va ser xiulat pels seus compatriotes, la qual cosa va fer que es retirés de la seva professió, que tingués un atac d'apoplexia i morís poc temps després. A part de les òperes va escriure 7 oratoris, 6 passions i rèquiem.

## Biografia
Després d'estudiar amb el canonge Muzzillo de la catedral de la seva ciutat natal, va continuar els estudis a Nàpols al Conservatori Sant Onofrio amb Ignazio Prota, Leonardo Leo i Francesco Feo, i després al Conservatori de la Pietà del Turchini (1728) amb Nicola Fago.
A partir de 1736 va ser mestre de capella del marquès d'Avalos el qual es va convertir en el seu protector i el va ajudar des de la primera actuació al Teatre Nou de Nàpols amb la seva òpera bufa L'errore amoroso, a la que va seguir el 1738 Odoardo. L'èxit assolit amb aquestes obres li va obrir les portes d'altres escenaris italians, Roma (1740) i Bolonya (1741), on va conèixer al pare Giovanni Battista Martini, el músic italià més famós de l'època. A partir de 1741 va ser membre de l'Acadèmia Filharmònica de Venècia, on Johann Adolph Hasse el nomenà director del Conservatori degli Incurabili (1743-1747). Durant aquests anys el seu prestigi era tan gran que se li va demanar que seleccionés al candidat per al lloc de mestre de cor a Nàpols.
Entre 1748 i 1750 va estar a Viena, on va representar la seva òpera Didone i es va guanyar l'admiració de Maria Teresa I d'Àustria i de Pietro Metastasio, poeta i llibretista amb el que va fer algunes col·laboracions. De tornada a Roma va ser nomenat mestre de capella adjunt de la basílica de Sant Pere. El 1753 va ser nomenat pel duc de Würtemberg mestre de capella a la cort de Stuttgart. Aquí va romandre durant 16 anys amb un salari anual de 4.000 florins. Durant aquesta època va ampliar la seva cultura, que no es dedicava només al camp musical. També va equilibrar la tradició italiana de l'òpera seriosa amb la tècnica instrumental alemanya i el teatre francès. Va ser nomenat director general del teatre de la ciutat, aconseguint elevar el nivell artístic de l'orquestra, cant, mecanismes escènics, dansa ... Es va envoltar d'instrumentistes famosos com Antonio Lolli i Pietro Nardini i de coreògrafs com Vestris i Noverre que van fer que fos reconeguda la seva tasca per tot Europa. Durant la seva etapa a Stuttgart va compondre entre d'altres, Fetonte (1753), Cantone in Utica (1754) i les noves versions d'Enzio (1758) i de Didone abbandonatta (1763). A més a Stuttgart va donar classes de composició, tenint entre els seus deixebles alguns que després foren coneguts, com ara Joseph Aloys Schmittbauer (1718-1809), Jean-Joseph Rodolphe (1730-1812).
Va tenir multitud d'alumnes, entre ells el napolità Gaetano Andreozzi. El 1769 les enveges suscitades i la mala salut de la seva esposa el van fer tornar a la seva ciutat natal Aversa, on es va retirar per compondre música de cambra i música sagrada, entre la qual destaca la seva Miserere, escrit poc abans de la seva mort.

## Òperes
- L'errore amoroso (Nàpols, 1737) - llibret d'Antonio Palomba
- Odoardo (Nàpols, 1738)
- Ricimero re de' Goti (Roma, 1740)
- Astianatte (Roma, 1741) - llibret d'Antonio Salvi
- Ezio (Bolonya, 1741) - llibret de Pietro Metastasio
- Semiramide riconosciuta (Torí, 1741) - llibret de Pietro Metastasio
- La Merope (Venècia, 1741) - llibret d'Apostolo Zeno
- Don Chichibio (Roma, 1742)
- L'Eumene (Bolonya, 1742) - llibret d'Apostolo Zeno
- Semiramide (Venècia, 1742) - llibret de Francesco Silvani
- Tito Manlio (Torí, 1743) - llibret de Gaetano Roccaforte
- Demofoonte (Pàdua, 1743) - llibret de Pietro Metastasio
- Alessandro nell'Indie (Ferrara, 1744) - llibret de Pietro Metastasio
- Ciro riconosciuto (Bolonya, 1744) - llibret de Pietro Metastasio
- Sofonisba (Venècia, 1746) - llibret d'Antonio Zanetti e Girolamo Zanetti
- Cajo Mario (Roma, 1746) - llibret de Gaetano Roccaforte
- Antigono (Lucca, 1746) - llibret de Pietro Metastasio
- Tito Manlio (Venècia, 1746) - llibret de Jacopo Antonio Sanvitale
- Didone abbandonata (Roma, 1847) - llibret de Pietro Metastasio
- L'amore in maschera (Nàpols, 1748) - llibret d'Antonio Palomba
- Achille in Sciro (Viena, 1749) - llibret de Pietro Metastasio
- Artaserse (Roma, 1749) - llibret de Pietro Metastasio
- Ciro riconosciuto (Venècia, 1749) - llibret de Pietro Metastasio
- Demetrio (Parma, 1749) - llibret de Pietro Metastasio
- La cantata e disfida di Don Trastullo (Roma, 1749)
- Cesare in Egitto (Roma, 1751) - llibret de Giacomo Francesco Bussani
- Ifigenia in Aulide (Roma, 1751) - llibret de Mattia Verazi
- La villana nobile (Palerm, 1751) - llibret d'Antonio Palomba
- L'uccellatrice (Venècia, 1751) - llibret de Carlo Goldoni
- Ipermestra (Spoleto, 1751) - llibret de Pietro Metastasio
- Talestri (Roma, 1751) - llibret de Gaetano Roccaforte
- I rivali delusi (Roma, 1752)
- Attilio Regolo (Roma, 1753)
- Bajazette (Torí, 1753) - llibret d'Agostino Piovene
- Fetonte (Stoccarda, 1753) - llibret de Leopoldo de Villati
- La clemenza di Tito (Stoccarda, 1753) - llibret de Pietro Metastasio
- Il paratajo (París, 1753) - revisió de L'uccellatrice, el 1756 Charles François Clement va escriure'n un famós inter mig.[3]
- Don Falcone (Bolonya, 1754)
- Catone in Utica (Stoccarda, 1754) - llibret de Pietro Metastasio
- Lucio Vero (Milà, 1754)
- Il giardino incantato (Stoccarda, 1755)
- Enea nel Lazio (Stoccarda, 1755) - llibret de Mattia Verazi
- Penelope (Stoccarda, 1755) - llibret de Mattia Verazi
- Il Creso (Roma, 1757) - llibret de Giovacchino Pizzi
- Temistocle (Nàpols, 1757) - llibret de Pietro Metastasio
- Tito Manlio (Stoccarda, 1758)
- Ezio (Stoccarda, 1758)
- L'asilo d'amore (Stoccarda, 1758)
- Endimione (Stoccarda, 1759)
- Nitetti (Stoccarda, 1759) - llibret de Pietro Metastasio
- Alessandro nell'Indie (Stoccarda, 1760)
- Cajo Fabrizio (Mannheim, 1760) - llibret de Mattia Verazi
- L'Olimpiade (Stoccarda, 1761) - llibret de Pietro Metastasio
- L'isola disabitata (Ludwigsburg, 1761) - llibret de Pietro Metastasio)
- Semiramide riconosciuta (Stoccarda, 1762)
- Didone abbandonata (Stoccarda, 1763)
- Il trionfo d'amore (Ludwigsburg, 1763) - llibret de Giampiero Tagliazucchi
- Demofoonte (Stoccarda, 1764)
- Il re pastore (Ludwigsburg, 1764) - llibret de Pietro Metastasio
- La pastorella illustre (Stoccarda, 1764) - llibret de Giampiero Tagliazucchi
- Temistocle (Ludwigsburg, 1765)
- Imeneo in Atene (Ludwigsburg, 1765)
- Il matrimonio per concorso (Ludwigsburg, 1766) - llibret de Gaetano Martinelli
- La critica (Ludwigsburg, 1766)
- Vologeso (Ludwigsburg, 1766) - llibret de Mattia Verazi
- Il matrimonio per concorso (Ludwigsburg, 1766)
- Il cacciatore deluso (Tübingen, 1767) - llibret de Gaetano Martinelli
- Fetonte (Ludwigsburg, 1768)
- L'unione coronata (Solitude, 1768)
- La schiava liberata (Ludwigsburg, 1768) - llibret de Gaetano Martinelli
- Armida abbandonata (Nàpols, 1770) - llibret de Francesco Saverio de' Rogati
- Demofoonte (Nàpols, 1770)
- Ifigenia in Tauride (Nàpols, 1771) - llibret de Mattia Verazi
- L'amante cacciatore (Roma, 1771)
- Achille in Sciro (Roma, 1771)
- Le avventure di Cleomede (1771) - llibret de Gaetano Martinelli
- Cerere placata (Nàpols, 1772)
- Il trionfo di Clelia (Nàpols, 1774) - llibret de Pietro Metastasio
- Arcadia conservata
- La Griselda
- La pellegrina